# Megaselia unichaeta
Megaselia unichaeta är en tvåvingeart som beskrevs av Colyer 1962. Megaselia unichaeta ingår i släktet Megaselia och familjen puckelflugor. Inga underarter finns listade i Catalogue of Life.